# Мальцев, Лука Степанович
Лука́ Степа́нович Ма́льцев (XIX век, Пермская губерния — ?) — российский архитектор, выходец из крепостных, внёсший существенный вклад в строительство Пожевского и Елизавето-Пожевского заводов.

## Биография
Родился в семье крепостных Всеволжских. После окончания заводского училища в Пожве поступил на работу в чертёжную Пожевского завода, занимался проектированием гидротехнических сооружений. В 1811 году главный архитектор Пожевских заводов П. Д. Шрётер утвердил генеральный план застройки Пожвы, в составлении которого принимал участие Л. С. Мальцев. С 1829 года в течение 7 лет учился в Москве у мастеров золотарного искусства.
С 1836 года Мальцев совместно с А. Д. Вяткиным работал механиком-чертёжником Пожевского завода, составлял натурные чертежи агрегатов заводов Всеволожских для Горного правления. В 1837—1839 годах руководил устройством водопроводов Елизавето-Пожевского и Пожевского заводов. В 1840—1841 годах Мальцев занимался золочением иконостасов церквей в посёлке Никитинского и других заводов.
В 1844 году на Пожевском заводе Мальцев был смотрителем за новыми пудлинговыми и сварочными печами. В 1848—1849 годах на Елизавето-Пожевском заводе он руководил строительством доменной и рудообжигательной печей, прокатной и обрезной фабрик. В этот же период Мальцева пригласили работать в Уральское горное правление помощником механика, но по состоянию здоровья он вынужден был остался в Пожве.
Среди построек Мальцева выделяют гидротехнические сооружения Елизавето-Пожевского завода, состоявшие из металлических трубопроводов и водонапорных баков, установленных на дорических колоннах, изготовленных из чугунного художественного литья. Баки со стороны проезжей дороги были украшены аркой на чугунной плите и литой маской льва.
Проекты Мальцева отличаются скромными фасадами зданий с изящными архитектурными решениями, что достигалось выверенными пропорциями здания и его деталей, а также определённым ритмом и размером одинаковых элементов. Для отделки интерьеров архитектор применял мелкие и тонко прорисованные детали.